# 锡利诺区
锡利诺区（俄語：район Силино）是莫斯科泽列诺格勒行政区的一区，面积10.4平方公里，人口42,047人。